# Pastel (Manga)
Pastel ist eine Manga-Serie von Toshihiko Kobayashi. Der Manga lässt sich in die Genres Shōnen, Komödie und Romantik einordnen.

## Handlung
Der 16 Jahre alte Junge Mugi Tadano (只野 麦) lebt fast allein, da seine Mutter gestorben ist und sein Vater Ken Tadano (只野 健) als Fotograf ständig auf Reisen ist. Als ihn seine Freundin verlässt, weil sie nach Tokio geht, hat er Liebeskummer und ist umso einsamer. 
Daher lädt ihn sein guter Freund Kazuki Sanmiya (三宮 一機) zur Pension seiner Tante auf einer Insel ein. Dort verdienen sie sich etwas Geld dazu und Kazuki macht Mugi mit dem Mädchen Yū Tsukisaki (月咲 ゆう) bekannt. Durch einen Zufall sah Mugi sie jedoch schon nackt, doch das macht ihr nichts. Sie freunden sich an und Mugi verliebt sich. Doch als Kazuki erneut arrangiert, dass Mugi Yū beim Umziehen sieht und dieser alle Schuld von sich weist, ist Yū verärgert und verlässt die Insel. 
Zu Hause angekommen, bemerkt Mugi, dass sein Vater wieder einmal da ist. Als er ihn sucht, findet er im Badezimmer die erneut nackte Yū. Es stellt sich heraus, dass sie und ihre Schwester Tsukasa Tsukisaki (月咲 つかさ) Waisen sind, Töchter eines ehemaligen Freundes von Mugis Vater, die nun bei ihnen leben sollen. So leben nun beide doch wieder zusammen und Mugi versucht, Yū näher zu kommen.

## Veröffentlichung
Der Manga wird in Japan seit November 2002 von Kodansha im Shōnen Magazine veröffentlicht. 2003 wechselte die Reihe ins Magazine Special, in dem es 2017 abgeschlossen wurde. Die Einzelkapitel wurden in 44 Sammelbände zusammengefasst. 
Die deutsche Ausgabe erschien ab Mai 2005 bei Planet Manga. Bis September 2007 sind in Deutschland 15 Bände erschienen. Auf Grund schlechter Verkaufszahlen wurde die Veröffentlichung eingestellt. Der Verlag Del Rey veröffentlicht den Manga auf Englisch in den USA und auf Chinesisch erscheint er bei Tong Li Comics in Taiwan. 

## Rezeption
Laut Kritiker Jason Thompson ist die Serie eher eine Beilage zu den im Magazin üblichen Bikini-Fotos als eine Geschichte. Die Zeichnungen seien gekonnt umgesetzt mit kurvigen Figuren und detaillierten Hintergründen, doch der Protagonist sei nur weinerlich und passiv und die ihn umschwärmenden Mädchen eher rätselhafte Ablenkungen: mal traurig und mal verärgert über dessen Verhalten und selbst dann noch erschrocken, wenn Mugi sie bereits etliche Male zuvor versehentlich nackt gesehen hat. Laut der Fachzeitschrift AnimaniA entspricht die Handlung weitestgehend der des Vorgängerwerkes Parallel, auch die Charaktere sind nur wenig verändert. Die Geschichte enthalte reichlich Fanservice und insbesondere die weibliche Hauptfigur sei häufig detailliert in Szene gesetzt. Dagegen seien die männlichen Charaktere einfach gestaltet. So biete er Manga nichts neues nach Parallel, sei aber handwerklich gelungen.